# District de Wangen
Le district de Wangen est l’un des 26 districts du canton de Berne en Suisse. La commune de Wangen an der Aare est le chef-lieu du district. Sa superficie est de 129 km² et compte 24 communes :
- CH-4536 Attiswil
- CH-3376 Berken
- CH-3366 Bettenhausen
- CH-3366 Bollodingen
- CH-4539 Farnern
- CH-3376 Graben BE
- CH-3373 Heimenhausen
- CH-3475 Hermiswil
- CH-3360 Herzogenbuchsee
- CH-3375 Inkwil
- CH-4704 Niederbipp
- CH-3362 Niederönz
- CH-4538 Oberbipp
- CH-3363 Oberönz
- CH-3367 Ochlenberg
- CH-4539 Rumisberg
- CH-3365 Seeberg
- CH-3367 Thörigen
- CH-3380 Walliswil bei Niederbipp
- CH-3377 Walliswil bei Wangen
- CH-3380 Wangen an der Aare
- CH-3374 Wangenried
- CH-4537 Wiedlisbach
- CH-4704 Wolfisberg